# Список президентів України
Список президентів України містить перелік осіб, які стали президентами України або тимчасово виконували обов'язки президента.
Посада Президента України була заснована 5 липня 1991 року внесенням змін Верховною Радою до Конституції УРСР. Президент визначався головою виконавчої влади. Він подавав кандидатуру Прем'єр-міністра для затвердження Верховною Радою, організовував і ліквідовував міністерства, призначав і звільняв міністрів. Після прийняття Конституції України 1996 року Президент перестав бути главою виконавчої влади. Він призначав Прем'єр-міністра за згодою Верховної Ради, пропонував їй кандидатів в міністри. Після внесення змін до Конституції у грудні 2004 року затверджував Прем'єр-міністра, якого пропонувала Верховна Рада та вносив на затвердження нею лише кандидатури міністра оборони та міністра закордонних справ. У жовтні 2010 року Конституційний Суд України скасував зміни до Конституції, прийняті 2004 року, і Президент отримав права, що були визначені Конституцією 1996 року. 21 лютого 2014 року Верховна Рада України відновила дії положень Конституції 2004 року.
Станом на 2021 рік відповідно до закону України «Про вибори Президента України», президентом України може бути обраний громадянин України, який на день виборів: досяг тридцяти п'яти років, має право голосу, володіє державною мовою, проживає в Україні протягом десяти останніх років перед днем виборів, є громадянином України.
Законодавчо визначений порядок обрання Глави держави в Україні. Відбуваються відповідно до Закону України «Про вибори Президента України». Вибори президента України стали історично першим видом виборів у сучасній Україні.
Верховна Рада України призначає чергові вибори президента України не пізніше як за сто днів до дня виборів.
Обраний президент України здобуває низку привілеїв. Він користується правом недоторканності на час виконання повноважень, за винятком права парламенту на імпічмент. Титул президента України охороняється законом і зберігається за особою довічно, якщо тільки до неї не була застосована процедура імпічменту. Відповідно до статті 105 Конституції, за посягання на честь і гідність президента України винні особи притягаються до відповідальності на підставі закону, хоч такого закону досі не прийнято.
Президент України є гарантом державного суверенітету й територіальної цілісності України. Статус президента, гаранта Конституції, закріплений у Конституції України, як державного службовця вищої категорії, покладає на нього обов'язок припиняти антиконституційні дії законодавчої, виконавчої та судової влади, які прямо чи опосередковано порушують основний закон України. Для виконання цього обов'язку президент наділений відповідними повноваженнями: він може зупинити рішення органів влади, застосувати право вето до законів, за які проголосувала Верховна Рада.
У зовнішній політиці повноваження президента визначено Статтею 102 Конституції України. Президент, як Голова держави, виступає від її імені, представляє Україну у міжнародних відносинах, веде переговори та укладає міжнародні договори, а також керує всією зовнішньополітичною діяльністю держави.
Президент є Верховним Головнокомандувачем Збройних Сил України згідно зі статтею 106 Конституції України. У разі збройної агресії проти України президент приймає рішення щодо застосування Збройних Сил України з метою оборони держави від ворога. Як гарант державного суверенітету та територіальної незалежності України президент очолює Раду національної безпеки та оборони України.
Президент здійснює свої Конституційні повноваження через вертикаль влади, до складу якої входять: Офіс Президента, Консультативна рада, Рада національної безпеки і оборони України та місцеві обласні й районні адміністрації.
Маріїнський палац є церемоніальною резиденцією президента України. У ньому проходять урочистості на вулиці Михайла Грушевського, 5А у Києві.

## Список
| №    | Портрет і підпис | Ім'я (роки життя)            | Каденції       | Каденції       | Каденції       | Партія            | Результати виборів                                                                    | Пр.           |
| №    | Портрет і підпис | Ім'я (роки життя)            | Початок        | Закінчення     | Кількість днів | Партія            | Результати виборів                                                                    | Пр.           |
| ---- | ---------------- | ---------------------------- | -------------- | -------------- | -------------- | ----------------- | ------------------------------------------------------------------------------------- | ------------- |
| 1    |                  | Леонід Кравчук (1934—2022)   | 5 грудня 1991  | 19 липня 1994  | 957            | Самовисування     | Вибори 1991 року: 61,59 % (у першому турі)                                            | [ 6 ]         |
| 2    |                  | Леонід Кучма (1938—)         | 19 липня 1994  | 23 січня 2005  | 3841           | Самовисування     | Вибори 1994 року: 52,14 % (у другому турі) Вибори 1999 року: 56,25 % (у другому турі) | [ 7 ] [ 8 ]   |
| 3    |                  | Віктор Ющенко (1954—)        | 23 січня 2005  | 25 лютого 2010 | 1859           | Самовисування     | Вибори 2004 року: 51.99 % (у повторному другому турі)                                 | [ 9 ]         |
| (4)  |                  | Віктор Янукович (1950—)      | 25 лютого 2010 | 22 лютого 2014 | 1458           | «Партія регіонів» | Вибори 2010 року: 48,95 % (у другому турі)                                            | [ 11 ] [ 12 ] |
| в.о. |                  | Олександр Турчинов (1964—)   | 23 лютого 2014 | 7 червня 2014  | 104            | ВО «Батьківщина»  | Призначений Верховною Радою України (285 «за»)                                        | [ 13 ] [ 14 ] |
| 5    |                  | Петро Порошенко (1965—)      | 7 червня 2014  | 20 травня 2019 | 1808           | Самовисування     | Вибори 2014 року: 54,70 % (у першому турі)                                            | [ 15 ]        |
| 6    |                  | Володимир Зеленський (1978—) | 20 травня 2019 | донині         | 2261           | «Слуга народу»    | Вибори 2019 року: 73,22 % (у другому турі)                                            | [ 16 ]        |